# Hironoshin Furuhashi

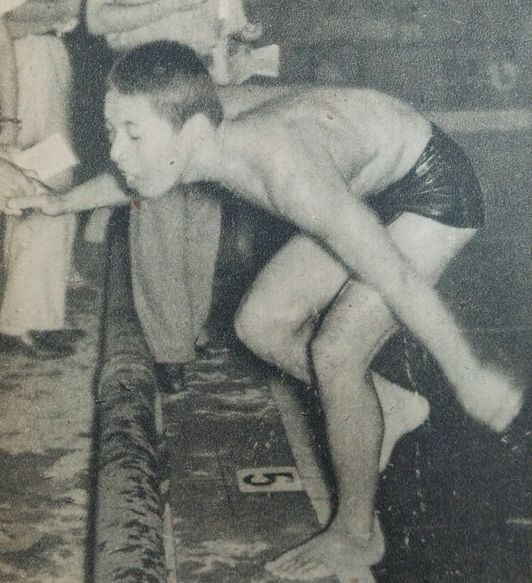
Furuhashi 1947

Hironoshin Furuhashi (japanisch 古橋 広之進 Furuhashi Hironoshin; geboren 16. September 1928 in Yūtō (seit 2005 zu Hamamatsu), Shizuoka; gestorben 2. August 2009 in Rom, Italien) war ein japanischer Schwimmer, Weltrekordler und Sportfunktionär.

## Leben und Wirken
Hironoshin Furuhashi machte 1951 seinen Abschluss an der Nihon-Universität. Als er bald nach dem Zweiten Weltkrieg 1947 in 400 m Freistil und 1948 in 400 m und 1500 m Freistil Weltrekorde erzielte, gab das den Japanern, die noch von der Niederlage überwältigt waren, Hoffnung und Zuversicht. Zu dieser Zeit war Japan von der „Fédération Internationale de Natation“ (FINA) ausgeschlossen, sodass Furuhashis Rekorde nicht offiziell anerkannt wurden. Japan durfte auch nicht an den Olympischen Spielen 1948 in London teilnehmen. Unmittelbar nach der Wiederaufnahme in die FINA im Jahr 1949 erzielte er bei der „US Open Championship“ im Schwimmen Weltrekorde in vier Wettbewerben, einschließlich der Staffel. Er wurde von lokalen Zeitungen als „Fliegender Fisch Fujiyama“ gepriesen. Furuhashi nahm an den Olympischen Sommerspielen 1952 in Helsinki teil, konnte aber auf Grund einer Magenverstimmung keine Medaille erzielen.
Seit 1976 hatte Furuhashi wichtige Positionen in der Sportwelt inne. Er war FINA-Vizepräsident, 1985 bis 2003 Präsident des Japanischen Schwimmverbandes und 1990 bis 1999 Präsident des Japanischen Olympischen Komitees. Er hat zahlreiche Auszeichnungen erhalten, darunter 1949 den „Helms Award“, 1951 den von der Yomiuri Shimbun vergebenen „japanischen Sportpreis“ (日本スポーツ賞 Nihon sports-shō, englisch Japan Sports Award) und viermal (1947, 1948, 1949, 2003) den Asahi-Sportpreis (朝日スポーツ賞 Asahi sports-shō, englisch Asahi Sports Award). 1967 wurde er in die „International Swimming Hall of Fame“ aufgenommen. Die Nihon-Universität ehrte ihn als Meiyo Kyōju. Er wurde 1993 als Person mit besonderen kulturellen Verdiensten geehrt. 1995 erhielt er die Silbermedaille des Olympischen Ordens, 2003 den Orden der aufgehenden Sonne und 2008 den Kulturorden.
Furuhashi starb 2009 in Rom, einen Tag nach der Wiederwahl als Vizepräsident der FINA.